# Vạn Yên, Mê Linh
Vạn Yên là một xã thuộc huyện Mê Linh, thành phố Hà Nội, Việt Nam. Xã Vạn Yên có diện tích 3.05 km², dân số năm 1999 là 4.639 người, mật độ dân số đạt 1.521 người/km².